# فرودگاه رالیگ اکسس
 فرودگاه رالیگ اکسس (به انگلیسی: Raleigh Exec) یک فرودگاه همگانی است که یک باند فرود آسفالت دارد و طول باند آن ۱۹۸۱ متر است. این فرودگاه در کشور ایالات متحده آمریکا قرار دارد و در ارتفاع ۷۵٫۳ متری از سطح دریا واقع شده است.